# 5-й піхотний полк ландверу (Австро-Угорщина)
5–й Пульський піхотний полк ландверу (нім. k.k. Landwehrinfanterieregiment „Pola“ Nr. 5) — піхотний полк австрійського ландверу Зброїних сил Австро–Угорщини.

## Історія
Полк був створений 1 травня 1889 року шляхом об'єднання 24–го Рудольфівського, 25–го Лайбахівського, 72–го Трієстського, 73–го Міттербурзького та 74–го Гориційського батальйонів ландверу. Отримав назву 5–й Трієстський піхотний полк ландверу (нім. k.k. Landwehrinfanterieregiment Triest Nr. 5).
Під час реорганізації ландверу в 1894 році 24–й Рудольфівський та 25–й Лайбахівський батальйони ландверу були відокремлені від полку та прикріплені до 4–го піхотного полку ландверу. 1 жовтня 1905 року полк перейменували з Трієстського на Пульський, внаслідок переведення штабу полку з Трієста до Пули.
З 1917 року за розпорядженням імператора Карла I переформований на 5–й стрілецький полк нім. 5. Schützenregiment (SchR), в рамках військової реформи, яка скасувала «ландвери» і затвердила «шютцени».
Штаб–квартири: Трієст (1889—1905), Пула (1905—1914). Округ поповнення: Трієст.

## Бойовий шлях
Наприкінці Першої світової війни полк брав участь Росії в Галиччині і частково на території сучасної Білорусі (біля Берестя). Деякі підрозділи полку билися неподалік сучасного польського міста Гожичкі. Частину солдатів було поховано на військовому цвинтарі в Папртках. У жовтні 1915 року два батальйони вирушили на оборону Пули, а в червні 1916 року один із батальйонів переведений до 13–го армійського корпусу. До кінця війни полк брав участь в боях переважно на італійському фронті.

## Склад
- 1–й батальйон (1903—1905: Трієст; 1914: Пула);
- 2–й батальйон (1903—1908: Гориція; 1914: Пула);
- 3–й батальйон (1914: Пула);[1]

Національний склад (1914):
- 45 % ― словенці;
- 22 % ― хорвати;
- 20 % — італійці;
- 8 % ― інші національності.[2][3]

## Командування та особовий склад
Командири:
- 1898: Камілло Обермайєр фон Марнах;
- 1903—1904: полковник Алоїс Цобель;
- 1905: полковник Георг Кликич;
- 1906: полковник Максиміліан Гійом;
- 1907—1911: полковник Август Хайєк;
- 1912—1914: полковник Кекі Річард.

| Звання / посада      | Ім'я |
| -------------------- | --- |
| Підполковники        | Вучиніч Євген, Захн Бернард, Мітрович Георг |
| Майори               | Мандольфо Генріх, Фассер Густав (ком. округу поповнення), Лазар Едмунд (ком. 2–го бат.), Франичевич Петро (ком. 3–го бат.), Посеуник Алоїз |
| Капітани             | Фішер Еміль (в.о. ком. 3–го бат.), Вайс Олександр, Тхеєр Юліус, Драгічевич Йоганн, Гмент Євген, Светич Йосиф (офіцер при пункті поповнення), Розас Антон, Бургемайстер Пауль, Шпекмайр Фрідріх, Суза Франц, Кайзер Річард, Чуліч Рінальдо, Демут Антон, Мартін Джозеф, Кудр Карл, Майєр Фрідріх, Колібабе Бернхард, Кляйн Отто, Гредлер Леонхард, Бабуська Теодор, Ромако Максиміліан, Надаліні Франц (офіцер забезпечення) |
| Оберлейтенанти       | Мачитка Йосиф, Мошнер Карл, Турба Роберт, Голінка Річард, Добрінгер Леопольд (ад'ютант полку), Коллер Йоганн, Екверт Рудольф (ком. кулеметного дивізіону I/L 5), Селла Гвідо (ад'ютант батальйону), Стекль Євген, Войнович фон Врачевгай Еміль (ком. кулеметного дивізіону II/L 5), Енріх Альфред, Бернарді Бернард (ад'ютант батальйону), Фурлан Адольф, Ледл Йоганн, Фольтр Венцель (ад'ютант батальйону), Пьоннер Йоганн (ком. кулеметного дивізіону III/L 5), Зитник Антон, Волтінгер Рудольф, Скала Йосиф, Чап Карл (офіцер забезпечення), Кукол Алоїс (заступ. ком. забезпечення), Донек Едмунд (відділ діловодства), Карба Йосип (відділ діловодства), Адульмар Деодат (колишній кадровий офіцер, резерв), Блассуті Ервін (офіцер резерву), Дудек Гюго (офіцер резерву) |
| Лейтенанти           | Ваупотік Мілан, Маурович Карл, Сінібулк Річард, Лотрік Якуб, Мошнер Оскар, Хандл Рудольф, Равтер Максиміліан, Айхбергер Антон, Майєр Сальватор, Бруно Калігарі, Россі Карл, Шайбнер Готфрід, Ертейт Антон, Ганглер Йоганн, Гербтс Йоганн, Контін Вінсент, Корлает Бозо, Вернл Зігфрід, Боттері Маркус, Рігер Карл (відділ діловодства), Теумерт Генріх (відділ діловодства), Теншерт Густав (заступник командира діловодства), Цейс Отто (офіцер резерву), Валленко Еверист (офіцер резерву), Едер Ханс (офіцер резерву), Тіфенгрубер Карл (офіцер резерву), Ворнер Рудольф (офіцер резерву), Шлезінгер Адольф (офіцер резерву), Кох Йоганн (офіцер резерву), Штайдлер Йосиф (офіцер резерву), Глазар Рудольф (офіцер резерву), Клейнцеллер Бертольд (офіцер резерву), Ширер Йосиф (офіцер резерву), Черні Готліб (колишній кадровий офіцер, резерв), Шварц Віктор (офіцер резерву), Єровсек Леопольд (офіцер резерву), Капудер Карл (офіцер резерву), Гучич Владислав (офіцер резерву), Вайс Фрідріх (офіцер резерву), Голдарбайтер Марцелл (офіцер резерву), Краус Вальтер (офіцер резерву), Руделла Карл (офіцер резерву), Ферезіні Карл (офіцер резерву), Незведа Альфред (офіцер резерву), Гельмер Йосиф (офіцер резерву), Боррі Ферруцціо (офіцер резерву), Кіхль Емст (офіцер резерву), Гол Фрідріх (офіцер резерву), Піч Йосиф (офіцер резерву), Мільський Фрідріх (офіцер резерву), Штегер Леопольд (офіцер резерву), Ципсер Вальтер (офіцер резерву), Буз Едлер фон Аморіні Альфонс (офіцер резерву), Зайдл Оскар (офіцер резерву), Мецнер Йоганн (офіцер резерву), Кончі Сільвіо (офіцер резерву), Дермотта Франц (офіцер резерву), Ван дер Венне Карл (офіцер резерву), Гарвалік Вінсент (офіцер резерву), Гесс Отто (офіцер резерву), Блох Альфред (офіцер резерву), Едльбахер Август (офіцер діловодоства, резерв) |
| Фанрих               | Лінсбауер Йосиф, Мозер Йосиф (резерв), Гравізі Йоганн де (резерв), Кляйн Карл (резерв), Гофірек Йосиф (резерв), Цар Гюго (резерв), Піке Йосиф (резерв), Клейнікель Франц (резерв), Серсік Домінік (резерв), Павлик Франц (резерв), Кренек Франц (резерв) |
| Кадети               | Вінгейм Еміль (резерв), Бенішек Йоганн (резерв), Каркович Степан (резерв), Примай Йоганн (резерв), Разем Йоахім (резерв), Хаппахер Йоганн (резерв), Гібіц Енгельберт (резерв), Вінтер Еміль (резерв), Кох Ернст (резерв), Ян Пауль (резерв), Енгель Отто (резерв), Новакович Роберт (резерв), Джині Джіно (резерв), Мінкус Зігфрід (резерв), Гозетті Антоніо (резерв), Перто Йосиф (резерв), Зекар Франц (резерв), Пахор Юлій (резерв), Осана Йосип (резерв), Баумгартнер Франц (резерв), Лаццарі Белізаріо (резерв), Корлаєт Стефан (резерв), Віденгофер Ганнібал (резерв), Керватич Орест (резерв), Брезігар Фелікс (резерв), Спондр Фрідріх (резерв), Гоффо Ісидор (резерв), Рейнпрехт Франц (резерв), Кольб Ернст (резерв), Дибона Ісидор (резерв), Рансдорф Алоїз (резерв), Матосей Едуард (резерв), Ляйтнер Маттіас (резерв), Мок Ладіслав (резерв), Креста Блазіус (резерв), Артусі Петро (резерв), Пішель Павло (резерв), Гофман Густав (резервф), Хоп Віктор (резерв), Маркс Емст (резерв), Зейрінг Фрідріх (резерв), Облат Максиміліан (резерв), Бореллі Фолько Гонте (резерв), Маццокко Блазіус (резерв) |
| Цугфюрери            | Вус Станіслав († 13.05.1915) |
| Піхотинці / стрільці | Пасецький Антон († 17.01.1915), Нарватіль Петро († 24.12.1914), Болдт Генріх (8 рота), Мінерт Алб. (7 рота, 25.07.1881 р.н.), Мроцік Гнат (8 рота, 29.07.1878 — † 25.12.1914), Роске Герм. (7 рота, 1884 р.н.), Кляйн Фердинанд († 04.05.1915), Євгеніо Тоффолон |
| Медична служба       | Гросман Річард (штабний лікар), Сасс Якуб (лікар полку), Лім Генріх (лікар полку), Вольфер Лео (резерв), Гольдшмідт Річард (резерв), Болаффіо Карл (резерв), Курц Олександр (резерв), Аксіса Едгар (помічник лікаря, резерв), Пепеу Франческо (помічник лікаря, резерв), Порента Ренатус (помічник лікаря, резерв) |